# Radio San Miguel
Radio San Miguel es la emisora de radio más importante de la ciudad boliviana de Riberalta.
Esta radio comenzó sus actividades el 29 de agosto de 1968, aunque sus inicios se remontan a 1965, cuando el padre Bernardo Garrity comenzó a emitir pequeñas transmisiones radiales en la Amazonía. Actualmente se considera la radio más escuchada de Riberalta, segunda ciudad más poblada del departamento del Beni en Bolivia. La radio depende del Vicariato Apostólico de Pando, cuya jurisdicción, además del departamento de Pando, se extiende a las ciudades de Riberalta y Guayaramerín, en el departamento del Beni.Su señal es 99.1 FM y sus oficinas se ubican en Riberalta, en la Avenida Plácido Méndez.
Radio San Miguel se destaca por su labor educativa en Riberalta y sus comunidades aledañas. Su programa "El maestro en casa" brinda educación primaria a través de su señal radial. Asimismo, la emisora promueve actividades de alfabetización, talleres de igualdad de género, salud reproductiva, agricultura y costura, formación de líderes sindicales y políticos, promoción del deporte y actividades de evangelización.